# Exploiting Dysfunction
Exploiting Dysfunction è il secondo album in studio del gruppo grindcore statunitense Cephalic Carnage, pubblicato nel 2000.

## Tracce
1. Hybrid – 4:17
2. Driven to Insanity – 1:06
3. Rehab – 5:50
4. Observer to the Obliteration of Planet Earth – 3:12
5. On Six – 0:06
6. Gracias – 5:02
7. Cryptosporidium – 4:27
8. The Ballad of Moon – 1:50
9. 9' of Smoke – 3:13
10. Warm Hand on a Cold Night (A Tale of Onesomes)  – 0:11
11. Invertus Indica (The Marijuana Convictions)  – 4:44
12. Molestandos Plantas Muertos!  – 1:11
13. Eradicate Authority  – 5:52
14. Paralyzed by Fear – 1:39
15. Exploiting Dysfunction – 15:26
16. Untitled – 0:11
17. Untitled – 0:13
18. Untitled – 0:16
19. Untitled – 0:13
20. Untitled – 0:14
21. Untitled – 0:17
22. Untitled – 0:13
23. The Apothecary (An Ode to Tom Forcade) – 1:19
24. Untitled – 0:14
25. Untitled – 0:12
26. Untitled – 0:07
27. Untitled – 0:07
28. Untitled – 0:11
29. Untitled – 0:09
30. Untitled – 0:08
31. Untitled – 0:18
32. Untitled – 0:21
33. Untitled – 0:19
34. Untitled – 0:22
35. Untitled – 0:13
36. Untitled – 0:14
37. Untitled – 0:14
38. Untitled – 0:16
39. Untitled – 0:15
40. Untitled – 0:14
41. Untitled – 0:15
42. Untitled – 0:14
43. Untitled – 0:15
44. Untitled – 0:10
45. Untitled – 0:10
46. Untitled – 0:09
47. Untitled – 0:09
48. Untitled – 0:09
49. Untitled – 0:09
50. Untitled – 0:09
51. Untitled – 0:09
52. Untitled – 0:10
53. Untitled – 0:10
54. Untitled – 0:09
55. Untitled – 0:10
56. Untitled – 0:10
57. Untitled – 0:09
58. Untitled – 0:09
59. Untitled – 0:10
60. Untitled – 0:10
61. Untitled – 0:12
62. Untitled – 0:10
63. Untitled – 0:19
64. Untitled – 0:27
65. Untitled – 0:30
66. Untitled – 3:35

## Formazione
- Lenzig Leal – voce
- Zac Joe – chitarra
- John Merryman – batteria
- Steve Goldberg – chitarra
- Jawsh Mullen – basso